# Psilochorus rockefelleri
Psilochorus rockefelleri is een spinnensoort uit de familie trilspinnen (Pholcidae). De soort komt voor in Verenigde Staten (inheems) en Canada (exoot). 